# Satz von Fischer-Riesz
Der Satz von Fischer-Riesz ist eine Aussage aus der Funktionalanalysis. Ernst Sigismund Fischer und Frigyes Riesz bewiesen im Jahr 1907 unabhängig voneinander diesen Satz. Aus diesem Grund trägt die Aussage ihre Namen. In der Literatur finden sich heute unterschiedliche Sätze, die ihren Namen tragen und zum Teil Verallgemeinerungen dieses Satzes sind.

## Klassischer Satz von Fischer-Riesz
Fischer und Riesz bewiesen die folgende Aussage. Der Raum {\displaystyle L^{2}([0,1])} der quadrat-integrierbaren Funktionen ist isometrisch isomorph zum Folgenraum {\displaystyle \ell ^{2}(\mathbb {N} )} der quadrat-summierbaren Funktionen also
{\displaystyle L^{2}([0,1])\cong \ell ^{2}(\mathbb {N} ).}
Dies kann man auch weniger abstrakt in der Sprache der reellen Analysis formulieren. So ist eine messbare Funktion genau dann in {\displaystyle L^{2}([-\pi ,\pi ])}, wenn ihre Fourier-Reihe bezüglich der {\displaystyle L^{2}}-Norm konvergiert. Im Folgenden wird der {\displaystyle L^{2}}-Raum von dem Intervall {\displaystyle [-\pi ,\pi ]} gebildet, dies erspart Normierungen, jedoch ist die Aussage auch für alle anderen kompakten Intervalle richtig.
Die am {\displaystyle N}-ten Glied abgebrochene Fourier-Reihe einer quadrat-integrierbaren Funktion {\displaystyle f} ist 
{\displaystyle {\mathcal {F}}_{N}(f)(x)=\sum _{n=-N}^{N}a_{n}\,\mathrm {e} ^{inx},}
wobei {\displaystyle a_{n}} der n-te Koeffizient der Reihe ist, welche durch 
{\displaystyle a_{n}={\frac {1}{2\pi }}\int _{-\pi }^{\pi }f(x)\,\mathrm {e} ^{-inx}\,\mathrm {d} x}
gegeben ist. Für eine quadrat-integrierbare Funktion {\displaystyle f} gilt also dann
{\displaystyle \lim _{N\to \infty }\left\Vert {\mathcal {F}}_{N}(f)-f\right\|_{L^{2}}=\lim _{N\to \infty }\left\Vert \sum _{n=-N}^{N}a_{n}\,\mathrm {e} ^{in\cdot }-f\right\|_{L^{2}}=0.}
Der Isomorphismus zwischen {\displaystyle L^{2}} und {\displaystyle \ell ^{2}(\mathbb {N} )} ist also die Transformation in eine Fourier-Reihe.

## Verallgemeinerter Satz von Fischer-Riesz
Oftmals findet man auch folgende, allgemeinere Aussage unter dem Namen Satz von Fischer-Riesz.

### Aussage
Ist {\displaystyle H} ein Hilbertraum und {\displaystyle \left(e_{i}\right)_{i\in I}} eine Orthonormalbasis von {\displaystyle H}, so ist die Abbildung
{\displaystyle \Phi \colon \,H\to \ell ^{2}(I);\quad x\mapsto \left(\langle x,e_{i}\rangle \right)_{i\in I}}
ein isometrischer Isomorphismus.

### Folgerungen
- Seien {\displaystyle I} und {\displaystyle J} zwei Indexmengen. Zwei Hilberträume {\displaystyle H} und {\displaystyle K} mit Orthonormalbasen {\displaystyle \left(e_{i}\right)_{i\in I}} und {\displaystyle \left(e_{j}\right)_{j\in J}} sind isometrisch isomorph, wenn {\displaystyle I} und {\displaystyle J} die gleiche Kardinalität haben.

- Jedes Orthonormalsystem in einem Hilbertraum kann zu einer Orthonormalbasis ergänzt werden (was sich unmittelbar aus dem Lemma von Zorn ergibt), insbesondere besitzt jeder Hilbertraum, da die leere Menge stets ein Orthonormalsystem ist, eine Orthonormalbasis {\displaystyle B}. Somit ist nach dem Satz von Fischer-Riesz jeder Hilbertraum isomorph zum Raum {\displaystyle \ell ^{2}(B)}.

- Anders ausgedrückt: Die volle Unterkategorie der Räume {\displaystyle \ell ^{2}(I)} für beliebige Mengen {\displaystyle I} in der Kategorie der Hilberträume mit geeigneten Morphismen (lineare Operatoren, beschränkte lineare Operatoren, lineare Kontraktionen) ist äquivalent zu dieser.

- Aus dem Satz lässt sich folgern, dass jeder separable unendlichdimensionale Hilbertraum zum Folgenraum {\displaystyle \ell ^{2}(\mathbb {N} )} isometrisch isomorph ist.

## Vollständigkeit der Lp-Räume
Die Aussage, dass die {\displaystyle L^{p}(\Omega ,\mu )}-Räume für {\displaystyle 1\leq p\leq \infty } mit der Norm
{\displaystyle \|f\|_{p}:=\left(\int _{\Omega }|f(x)|^{p}\,\mathrm {d} \mu (x)\right)^{1/p}}
Banachräume, also insbesondere vollständig sind, wird auch oftmals als Satz von Fischer-Riesz bezeichnet. 
Für den Fall {\displaystyle p=2} und {\displaystyle \mu } als Lebesgue-Maß folgt dies nämlich aus dem Beweis des (klassischen) Satzes von Fischer-Riesz. So konvergiert die Folge {\displaystyle \textstyle a_{n}:=\int _{\Omega }f(x)\,\mathrm {e} ^{-inx}\,\mathrm {d} \mu (x)} genau dann in {\displaystyle \ell ^{2}}, wenn {\displaystyle f} eine {\displaystyle L^{2}}-Funktion ist.
Für {\displaystyle 1<p<\infty } ergibt sich die Vollständigkeit des {\displaystyle L^{p}}-Raumes beispielsweise wegen dessen Reflexivität, die aus der Dualität von Lp-Räumen resultiert. Jeder reflexive normierte Raum ist ein Banachraum, denn er ist nach Definition isomorph zum vollständigen Bidualraum.